# Un secreto de Esperanza
Un secreto de Esperanza es una película dramática mexicana de 2002, dirigida, editada y escrita por Leopoldo Laborde. Protagonizada por Katy Jurado, Imanol Landeta, Jaime Aymerich, María Karunna, Ana de la Reguera, Michel Corral, Roberto Cobo, Amparo Garrido, Mariana Gajá, Gustavo Laborde y Roberto Trujillo. La película recibió más de dieciocho premios internacionales.

## Argumento
Un niño entabla amistad con una misteriosa anciana que vive en una derruida mansión. Dieciocho años después, el niño ahora adulto descubre quién era esa misteriosa mujer.

## Elenco
- Katy Jurado como... Esperanza Malagón
- Imanol Landeta
- Jaime Aymerich
- María Karunna
- Ana de la Reguera
- Michel Corral
- Roberto Cobo
- Amparo Garrido
- Mariana Gajá
- Gustavo Laborde
- y Roberto Trujillo